# Grzegorz Kalinowski
Grzegorz Mateusz Kalinowski (ur. 22 września 1990) – polski lekkoatleta, średniodystansowiec.

## Życiorys
W 2008 został halowym wicemistrzem Polski juniorów na 1500 m z czasem 3:58,85 s.
W 2015 został mistrzem Polski na 1500 m z czasem 3:45,51 s. W 2016 zdobył srebrny medal mistrzostw kraju na tym dystansie z czasem 3:41,67 s.
Reprezentant Eastern Michigan Eagles oraz MKL Toruń. Mieszka w Stanach Zjednoczonych.
Syn Jana i Marianny, ma piątkę rodzeństwa.
Rekordy życiowe:
- bieg na 800 metrów – 1:48,44 (Athens, 17 maja 2014)
- bieg na 1500 metrów – 3:38,23 (Sopot, 27 czerwca 2015)
- bieg na 1 milę – 3:58,07 (Dublin, 24 lipca 2015)

hala:
- bieg na 1 milę – 3:59,19 (Athlone, 21 lutego 2018)